# والنتینو والی

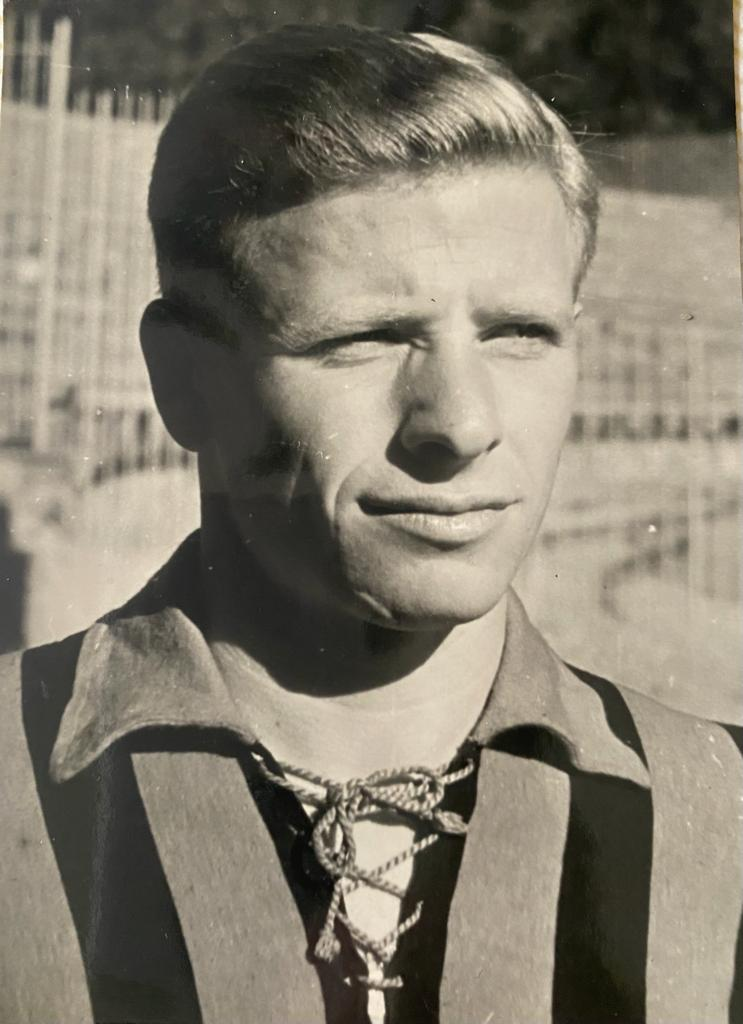
والنتینو والی در سال ۱۹۵۰

والنتینو والی (انگلیسی: Valentino Valli; ۱ دسامبر ۱۹۲۹ – ۱۶ فوریهٔ ۲۰۲۲) بازیکن فوتبال اهل ایتالیا بود.
از باشگاه‌هایی که در آن بازی کرده‌است می‌توان به باشگاه فوتبال کومو، باشگاه فوتبال اسپال، باشگاه فوتبال آ.ث. میلان، و باشگاه فوتبال آتالانتا اشاره کرد.